# Rubén Rendón
Rubén Rendón es un pelotari mexicano. Durante el Campeonato del Mundo de Pelota Vasca de 1966 y el Campeonato del Mundo de Pelota Vasca de 1970 ganó la medalla de oro en la especialidad de Paleta goma junto a José Becerra Torres. Para el Campeonato del Mundo de Pelota Vasca de 1974, la dupla Becerra-Rendón consiguió la medalla de plata en la especialidad de paleta goma. 
Durante los Juegos Olímpicos de México 1968 se hizo con la medalla de oro en la especialidad de Paleta goma como deporte de exhibición junto a Antonio Gástelum, José Becerra Torres y Alfredo Baltazar. 